# Indolo-3-karbinol
Indolo-3-karbinol, I3C – heterocykliczny związek organiczny, pochodna indolu, aglikon glukozynolanu glukobrassycyny, obecnej w roślinach kapustowatych. Indolo-3-karbinol wykazuje aktywność biologiczną. W środowisku kwaśnym dimeryzuje dając 3,3'-diindolometan (DIM).

## Działanie biologiczne
Indolo-3-karbinol wykazuje wielokierunkowe działanie przeciwrakowe. Poprzez różne, złożone mechanizmy biochemiczne wykazuje działanie chemoprewencyjne: ogranicza wzrost i namnażanie się komórek nowotworowych, stymuluje apoptozę, przyspiesza detoksykację substancji kancerogennych oraz wspomaga naprawę DNA.
Indolo-3-karbinol może także opóźniać wystąpienie wielolekowej oporności komórek nowotworowych. Pod wpływem I3C, białko glikoproteina P (P-gp), odpowiedzialne za zjawisko oporności na leki, jest produkowane w mniejszych ilościach.

### Wpływ naczynniki transkrypcyjne
Indolo-3-karbinol hamuje aktywność niektórych czynników transkrypcyjnych zaangażowanych w regulację cyklu komórkowego i szlaku apoptozy.
Może łączyć się między innymi z receptorem estrogenowym, czynnikiem NFκB i receptorem wielopierścieniowych węglowodorów aromatycznych (AhR).
Hamowanie receptorów estrogenowych
Receptory estrogenowe są odpowiedzialne między innymi za pobudzanie wzrostu i namnażania się estrogenozależnych komórek nowotworowych (np. raka sutka). I3C hamuje te receptory w stężeniach od 10μM. Indolo-3-karbinol zmniejsza też zdolność estrogenów do łączenia się z receptorem estrogenowym i w ten sposób zmniejsza jego aktywność.
Hamowanie NFκB
Indolo-3-karbinol wpływa również na czynnik NFκB. Zahamowanie aktywności NFкB powoduje spadek produkcji prostaglandyn i innych mediatorów stanu zapalnego, które przyczyniają się do rozwoju nowotworów.

### Wpływ na cykl komórkowy
Indolo-3-karbinol może zatrzymywać cykl komórkowy w fazie G1 (w komórkach nowotworowych), co powoduje wstrzymanie rozwoju raka. Udowodniono w badaniach na liniach komórkowych, że pod wpływem I3C aktywowane są geny supresorowe (p21, p27) i zmniejszany jest poziom kinaz zależnych od cyklin (CDK6, CDK2). Zmniejszana jest także fosforylacja białka Rb. Zmiany te prowadzą do zatrzymania cyklu komórkowego.
Indolo-3-karbinol może stymulować apoptozę, powodując samounicestwianie się komórek rakowych. Mechanizm proapoptotycznego działania I3C nie jest do końca wyjaśniony. Podejrzewa się, że za stymulację apoptozy odpowiedzialny jest wzrost produkcji białek biorących udział w procesie programowanej śmierci komórki.
Efektem działanie I3C na komórki rakowe, szczególnie estrogenozależne, jest zahamowanie namnażania się, ograniczenie wzrostu i zatrzymanie rozwoju. Takie działanie I3C obserwowano w liniach komórkowych raka piersi, prostaty i jelita grubego. I3C okazał się szczególnie skuteczny gdy był podawany przez lub w trakcie podawania kancerogenu.
Produkt kondensacji I3C (DIM) tworzący się spontanicznie w środowisku kwaśnym, jest jeszcze bardziej skuteczny w hamowaniu rozwoju komórek rakowych.

### Wpływ na metabolizmksenobiotyków
Indolo-3-karbinol wpływa na przemiany, jakim poddawane są substancje obce dostające się do organizmu. Modulując aktywność enzymów przyspiesza detoksykację niektórych substancji rakotwórczych. I3C zwiększa aktywność enzymów z rodziny cytochromu P450 i zależnych od nich monooksygenaz. Indukuje też glutationotransferazy, hydrolazę epoksydową i inne. Aktywuje enzymy zarówno pierwszej, jak i drugiej fazy metabolizmu ksenobiotyków (patrz Metabolizm leków). Takie działanie zaobserwowano zarówno w badaniach in vitro jak i in vivo na zwierzętach. Istnieją jednak doniesienia o przeciwnym, hamującym działaniu I3C na enzymy CYP450 w niektórych liniach komórkowych.
Niekiedy przyspieszanie reakcji pierwszej fazy metabolizmu może być niekorzystne – niektóre substancje rakotwórcze mogą być w ten sposób aktywowane. Pod wpływem I3C aktywowane są między innymi enzymy CYP1A1 i CYP1A2, metabolizujące obecny w żywności, rakotwórczy PhIP. Produkt przemian zachodzących w pierwszej fazie biotransformacji tego związku jest jeszcze bardziej niebezpieczny od macierzystego PhIP.
Niemniej jednak I3C, poprzez indukcję enzymów pierwszej fazy biotransformacji, wpływa korzystnie np. na wspomaganie leczenia i zapobiegania rakowi piersi. Stymulując enzymy odpowiedzialne za degradację estrogenów (głównych czynników ryzyka raka piersi), I3C hamuje rozwój nowotworu.

### Wpływ na procesy naprawy DNA
Indolo-3-karbinol może hamować rozwój raka również przez stymulowanie procesów naprawy DNA lub zmniejszanie produkcji czynników uszkadzających genom. I3C może stymulować produkcję białka BRCA1, odpowiedzialnego za naprawę uszkodzeń DNA.
W komórkach poddanych działaniu kolejno I3C, a następnie czynników rakotwórczych, obserwowano dużo mniejsze tworzenie się niebezpiecznych adduktów DNA i tym samym mniejszy poziom uszkodzeń DNA.

### Negatywny wpływ na organizm
Indolo-3-karbinol podawany doustnie jest słabo toksyczny (dawka śmiertelna (LD50) dla szczurów wynosiła od 1400 do 1800 mg/kg masy ciała). Po podaniu pozajelitowym był bardziej szkodliwy (LD50 = ok. 400 mg/kg masy ciała).
Podanie I3C po zainicjowaniu procesu kancerogenezy przez czynniki rakotwórcze, może powodować jeszcze większe nasilenie rozwoju nowotworu.

## Źródła I3C
Indolo-3-karbinol występuje w roślinach kapustowatych, takich jak kapusta czy brokuły w postaci glukozynolanu – glukobrassycyny. Uwalnia się z niej pod wpływem myrozynaz – naturalnych enzymów obecnych w roślinach, aktywowanych po zniszczeniu komórek (np. przez łamanie, krojenie czy żucie liści).